# マキアスシール島
マキアスシール島 (マキアスシールとう、マチャイアスシール島（マチャイアスシールとう）、Machias Seal Island [məˈtʃaɪəs siːl -]) はアメリカ合衆国（米国）メイン州カトラーの南東沖合およそ16キロメートル（9.9 マイル）、カナダのニューブランズウィック州グランドマナン島サウスウェストヘッド (Southwest Head) の南西およそ19キロメートル（11.8マイル）のメイン湾に位置する島。同島の北北東3.8キロメートルにある露岩ノースロック (North Rock) とともに米国とカナダ双方が領有権を主張しており、この島で生まれたものは両国の市民権を得られる。カナダ沿岸警備隊がスタッフを常駐させており、最初のそれは1832年に建設されたとされる同島の灯台の維持・管理を行っている。

## 地理
同島は長さおよそ 600 メートル、幅およそ 400 メートルの涙滴形で、主に花崗岩から成る。グランドマナン島から南東方向にかけて浅瀬、岩、小島が分布しており、マキアスシール島もその延長上の一つ（属島）と考えられている。島の西と北側のグランドマナン海峡は深度があり、その向こうのメイン州ワシントン郡の海岸部とは距離的にはわずかに近いが、地形的には異なるとされている。
裸地が多く樹木がない。メイン湾とファンディ湾の境界付近に位置していることから年間を通して霧が多い。ニシツノメドリ (Altantic puffin)、オオハシウミガラス (razorbill)、ウミガラス類、キョクアジサシ、コシジロウミツバメ、ケワタガモ類等海鳥のサンクチュアリとなっている。

## 歴史
先コロンブス期においてパサマクォディ族がこの島を利用していたとは思われるが、フランスおよび英国が北アメリカのこの地域を探検するまで定住者はなかった。アメリカ独立戦争までは誰もこの島に関心を示すことはなかった。

### 1783年パリ条約
アメリカ独立戦争終結のための講和条約であるパリ条約では、その第2条で米国と英国北アメリカ領間の国境線画定を行った。その内容のうち、当該沿岸部の領域に関しては概略、
- 米国沿岸のいかなる部分からでも20リーグ（およそ 100 キロメートル）以内にあるすべての島は米国に帰属する、ただしこの条約以前から英国領（ノバスコシア）だった領域はそのまま英国領とする

と定義されている。

### 1621年勅許
ノバスコシアはその創立者と言われるウィリアム・アレクサンダー卿に対して英国王ジェームズ1世の1621年勅許状でこの領域が払い下げられたが、この際にその海上範囲について概略、
- "all the lands... with the rivers, torrents, bays, shores, islands, or seas lying near to, or within six leagues of any part ...of the said coasts."「沿岸のあらゆる部分から6リーグ（18マイル、およそ29キロメートル）以内もしくは近傍にある (near to) 海洋、島、海岸、湾、水流、河川を含む陸地」を含む

とされていた。英国（カナダ）はこれを根拠としてマキアスシール島も従来からのノバスコシアの領域であると主張した。
マキアスシール島はグランドマナン島から3.5リーグ、メインの海岸からは3リーグの距離にある。

### その後の合意、条約
アメリカ独立戦争の10年後に締結されたジェイ条約では、両国合同の国境画定委員会が組織されたが、マキアスシール島の問題を含むこの周辺海域の境界線に関しては特筆すべき結論を出すことはできなかった。これによりパサモクォディ湾にあるいくつかの島々やグランドマナン島および近隣の島々の米加両国による領有権主張に発展した。
米英戦争（1812年）中の英国軍はニューブランズウィック州（既に1784年にノバスコシアから分離していた）の国境を越えて西はペノブスコット川渓谷までのメイン州沿岸部を占領し、そこにあった様々な港湾地帯の住民から金銭を徴収した。この米英戦争終結のための講和条約である1814年ガン条約において、グランドマナン海峡地域の国境線をより一層明確化するという条項が盛り込まれ、新たに強い権限を持った合同国境委員会が発足し、英国軍は撤退した。1817年に合同委員会は、ムース島、ダッドリー島は米国領、グランドマナン島およびパサマクォディ湾にあるすべての島々はカナダ領とすることと宣言した。英国はマキアスシール島同様の根拠でムース島やダッドリー島といった東メインの島々も自国領であると主張していたが、このときの話し合いで撤回している。
マキアスシール島はパサマクォディ湾内ではないが、グランドマナン島には近いという特殊な位置にあり、合同委員会報告書において直接には一切言及されなかった。セントジョン港の海運関係者からの要請により、英国はマキアスシール島の占拠を継続した。ニューブランズウィック州は1832年に灯台を建設した。これが両国合わせて初めての実効支配を示唆する行動となった。
その後1908年から1910年にかけて、条約およびその過程における交渉で海上の国境線も話し合われ、グランドマナン島とメイン州の沿岸部の間の等距離線を正式な国境線として合意がなされ、これが現在も有効とされている。だがこの等距離線の終点はマキアスシール島から100キロメートル近く離れており、依然同島の帰属はあいまいなままとされた。

## カナダの主張
英国（後年はカナダ）は灯台を保守管理し有効な支配を継続している。1970年代から1980年代まで、カナダ沿岸警備隊の灯台守は家族と一緒にこの島に居住し、グランドマナンやセントジョンから海路を経由して補給を受けていた。近年はマキアスシール島鳥類保護区（野生動物と海鳥のサンクチュアリ）としてカナダ野生生物局により管轄されている。カナダ市民はマキアスシール島を所有したり領有権主張をすることはできず、カナダはこの島が連邦政府の所有地だと判断している。この島はずっと連邦と州の選挙区にも組み入れられており、カナダ騎馬警官隊が警備を受け持ち、周囲の海は漁業海洋局が管轄している。20世紀には、保護区であるため採掘は不可能であるにもかかわらず、カナダ人居住者が主権の行使としてこの島の鉱物採掘権を主張したことがある。

## 米国の主張
米国は、1832年の英国（現在はカナダ）による灯台建設とその後にわたる実効支配の継続を理由とし、さらに世界中の事例（例えば紅海に関する事例）を引用してこの島の領有権があるとするカナダの主張をこれまで一切認めていない。だが、この数十年間で米国はカナダのようにプレゼンスを示す何らかの行動をとったこともなく、連邦やメイン州政府の多くの出先機関も一貫した態度をとっておらず、時には、マキアスシール島はカナダが保有していると発言することすらある。
米国が第一次世界大戦に参戦した1918年、ドイツのUボート攻撃阻止のためファンディ湾入口を守備する米海兵隊の分遣隊がこの島に駐留した。海兵隊は数か月後には引き上げ、それ以降米国がこの島に関与することはなくなった。かつて、メイン州の住民がこの島の所有権を主張したことがある。現在はカトラーの町からの観光船が夏場に繁殖期を迎える海鳥を見るツアーを行っているが、鳥にとっても大切な期間であるため訪問者数には制限が加えられている。

## メイン湾（ジョージバンク）の境界線
カナダと米国は1979年、オランダのハーグにある国際司法裁判所 (International Court of Justice, ICJ) に、メイン湾内の浅瀬であるジョージバンク (Georges Bank) の漁業および鉱物資源探査を目的とした洋上の境界線画定に関する共同提訴を行った。このとき米加両国にマキアスシール島（およびノースロック）の領有権も確定させようとする意志があったなら、現在この島は米加いずれかに帰属していたかもしれない。だがジョージバンクでの漁業や鉱物資源では争っても、マキアスシール島については大きな変化を両国ともに望まなかった。
ICJ による判決でマキアスシール島の帰属も一緒に決定されてしまうのを避けるため、メイン湾内に画定される境界線の始点だけは早々に両国で合意して北緯44度11分12秒 西経67度16分46秒 / 北緯44.18667度 西経67.27944度とした。この地点は1910年に確定していた米加海上国境線の終点とは一致しておらず数十キロメートル離れていた。その結果 ICJ 判決による境界線との間に連続していない部分が存在する。この不連続部分は米加両国とも勝手にマキアスシール島が自国領であると仮定した境界線を描画しているので、この2本の境界線に囲まれた海域がいずれの国に帰属するかが不確定な状態にある。両国の地元漁業者はこの不確定部分を「グレーゾーン」と呼ぶが、マキアスシール島とノースロックはこの「グレーゾーン」内に位置し、司法上の扱い等もあいまいな状態が現在も続いている。

## 現況
1984年の ICJ 判決によるメイン湾沖合の米加境界線画定によってもマキアスシール島とノースロックの帰属は決まらなかったが、このことは沿岸のシャルロット郡（カナダ ニューブランズウィック州）やワシントン郡（米国メイン州）の漁業関係者や地元政治家の話題に上がる程度で、次第に沙汰止みとなった。ジョージバンクとは異なり、当該グレーゾーン海域には石油・鉱物資源は全く存在しないか、たとえ存在してもごくわずかだとみられているが、代わりに高価なロブスターが獲れる。両国の漁業者らはこのグレーゾーンに漁獲を規制するルールがないのをよいことにして濫獲を行っている。
1995年、カナダ沿岸警備隊はコスト削減目的で大西洋岸にある有人灯台数を激減させ、既に東カナダにはマキアスシール島のほかには有人灯台はなくなった。マキアスシール灯台も数年前に自動化改造は完了しているが、カナダ国際関係省はこの灯台を有人状態で管理するため、毎年沿岸警備隊に対して灯台守のための費用負担を行っており、その目的は「主権維持のため」とされている。
カナダ沿岸警備隊に雇用された灯台守はセントジョンの基地からヘリコプターで飛来し、4週間ごとに交代して絶えず2名が同島に常駐している。彼らはカナダ野生生物保護局の渡り鳥保護区維持管理や、野生生物研究者が来島した際の支援等も行っている。